# Joseph Bonnaire
Pour les articles homonymes, voir Bonnaire.
Joseph Bonnaire, né le 9 août 1842 à Saint-Chef dans l'Isère et mort le 4 août 1910 à Monplaisir (Lyon), est un horticulteur et rosiériste français. Sa pépinière se trouvait 6 chemin des Hérideaux dans la banlieue lyonnaise de Monplaisir.
Joseph Bonnaire arrive à Lyon en 1860 en apprentissage chez Damaizin, spécialisé dans les roses. Il travaille ensuite chez Claude Ducher, reste quelque temps à Paris avant de retourner à Lyon, puis il ouvre sa propre pépinière en 1878.
Lyon est alors au faîte de sa renommée et compte nombre de rosiéristes qui exportent dans l'Europe entière. Bonnaire fait sensation avec de nouveaux hybrides de thé qui commençaient à détrôner les hybrides remontants, et toujours avec des rosiers thé, comme 'Souvenir de Victor Hugo', variété consacrée par exemple à l'exposition de Dresde comme la plus belle des nouveautés. Il crée surtout des variétés au tons pastel et raffinés. Sa rose 'Madame Joseph Bonnaire', dédiée à son épouse, est toujours présente dans les catalogues internationaux contemporains.
Parmi la quarantaine de ses créations, l'on peut distinguer:
- 'Souvenir de Victor Hugo' (rosier thé, 1884)
- 'Docteur Grill' (hybride de thé, 1884)[6]
- 'Madame Ernest Piard' (hybride de thé, 1887)[7]
- 'Mademoiselle Jeanne Guillaumez' (rosier thé, 1889)[8]
- 'Souvenir d'Auguste Legros' (rosier thé, 1889)
- 'Elisa Fugier' (rosier thé, 1890)
- 'Madame Joseph Bonnaire' (hybride thé, 1891)[9]
- Mademoiselle Joséphine Marot (hybride de thé, 1894)[10]

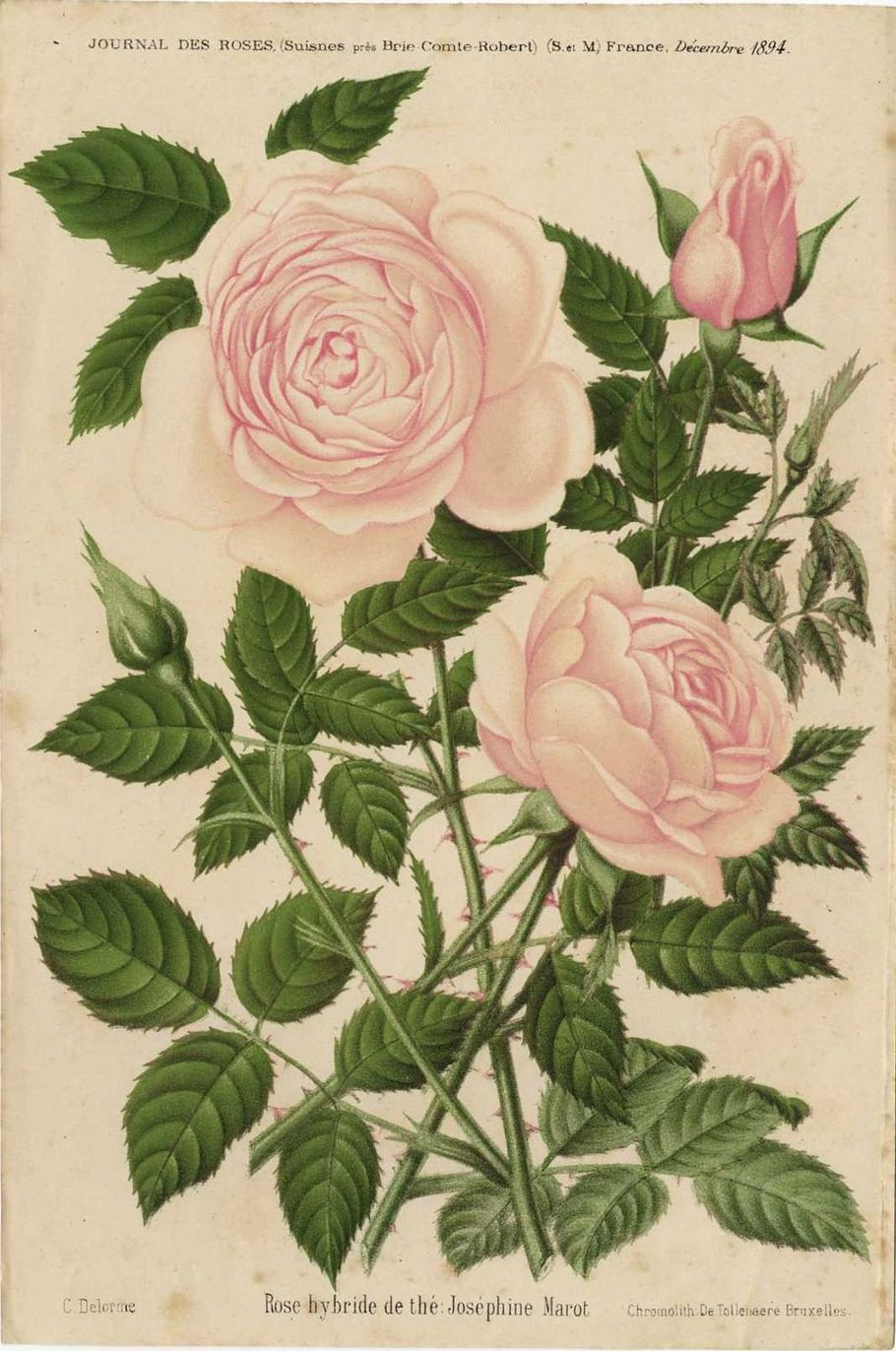
'Joséphine Marot' (1894)
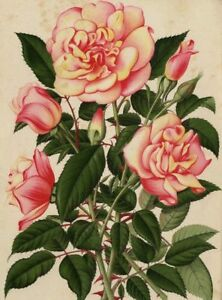
'Mademoiselle Jeanne Guillaumez' (1889)
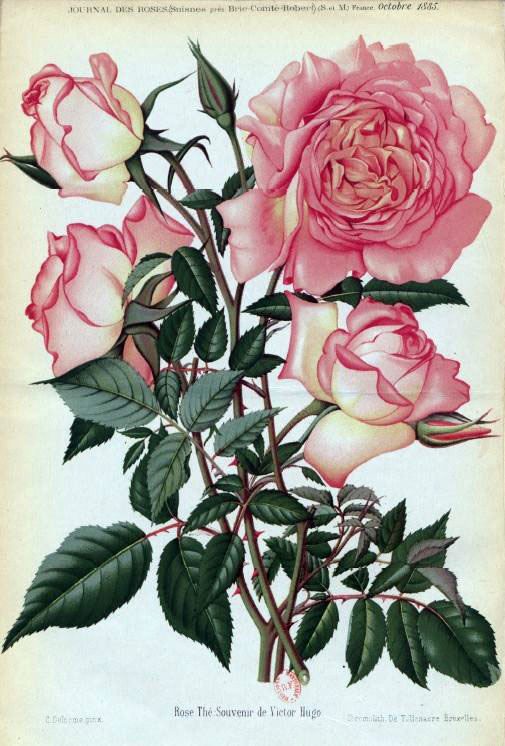
'Souvenir de Victor Hugo' (1884)